# Chung Kyung-ho
Chung Kyung-Ho (Samcheok, 22 de maio de 1980) é um ex-futebolista profissional sul-coreano, que atuava como atacante.

## Carreira
Chung Kyung-Ho representou a Seleção Sul-Coreana de Futebol nas Olimpíadas de 2004 e na Copa do Mundo de 2006.